# 恭顺皇贵妃
恭順皇貴妃（1787年5月28日—1860年4月23日），鈕祜祿氏。滿洲鑲黃旗吉伦泰佐领下人（吉伦泰即孝和睿皇后弟）。恭顺皇贵妃是孝和睿皇后同族，主事善慶之長女，嘉慶帝之皇貴妃。

## 生平
乾隆五十二年出生。恭顺皇贵妃虽然并非出自嫡流大宗，但也是官宦世家出身，生母杨氏系内务府正黄旗汉军进士杨钟羲之曾祖姑母。
嘉慶六年四月十五日入宫，封為如贵人。
嘉庆九年十二月十八日，嘉庆帝诏封已懷孕的如贵人钮祜禄氏为如嫔。嘉慶十年二月初八日戌时，生皇八女，距離其族姐皇后鈕祜祿氏誕下四阿哥綿忻早兩個時辰。同年六月初四日，行册封礼，册封贵人钮祜禄氏为如嫔。值得一提，如嫔在储秀宫接册宝時，皇后亦居儲秀宮，可能因為兩人當時均撫育孩子（如嬪於二月初八日誕下皇八女、皇后於二月初九日誕下皇四子），而同居一宮，以便照料。
嘉庆十五年九月二十日，嘉庆帝诏封已懷孕的如嫔为如妃。嘉慶十六年正月廿五日巳时，生皇九女慧愍固伦公主，同年四月初二日，正式册封如嫔为如妃。如妃在钟粹宫接册印，未知何時遷宮。嘉慶十九年二月二十七日丑时，生皇五子惠端亲王绵愉，嘉慶帝命熱河總管嵩年、俊山分別前往熱河避暑山莊廣元宮前殿、後殿拈香，以向碧霞元君還願。
嘉慶二十五年十二月，道光帝晋尊皇考如贵妃，與榮嬪梁氏同居寿中宫。道光二十六年，晉尊為皇考如皇貴妃。根据《清实录》道光二十七年十一月己卯条，有關「現在如皇贵妃患恙，尚未痊愈」的记录，不排除晋封她为皇贵妃，是因為她患上重病的可能性。
道光三十年正月，咸丰帝晋尊皇祖如皇贵太妃。鈕祜祿氏在宣宗妃嫔迁至寿康宫区域之前，已从寿中宫搬到了寿安宫西所萱寿堂居住。（有趣的是，當時博爾濟吉特氏以養母之尊亦被尊封為皇貴太妃，並上有徽號康慈二字，只是二人之間不知誰地位更尊。（因按常理被恭上徽號者為更尊，歷代太妃並無皇祖皇考之分，但皇祖皇貴太妃亦可被視為實質的太皇太妃。（乾隆於諭旨稱壽祺皇貴太妃為太皇太妃）））
咸丰十年正月二十六日，搬運如皇貴太妃隨使什物到圓明園；闰三月初三日未刻，如皇貴太妃在圓明園薨逝，享壽七十四歲，賜谥恭顺皇贵妃。内务府奉旨安排吉祥轿一顶将太妃的遗体走德勝門和地安門移送至景山东侧的吉安所；闰三月初四日巳时，太妃遗体殓入金棺；三月初五日，礼部尚书等大臣启奏咸丰帝，请示是否辍朝。咸丰帝朱批曰不必辍朝。在恭顺皇贵妃金棺奉移之前，咸丰帝特地将总管内务府大臣明善召到避暑山庄，面谕奉移时由明善沿途照料，「一切俱从简办理」，沿途不搭盖芦棚，觅店安奉金棺。
咸丰十一年八月，萱寿堂正殿等处收存着恭顺皇贵妃什物，殿门平日被封锁。不過因為要修理寿安宫房间，所以将萱寿堂等处殿门开启，由总管太监跟同首领太监等，按款查收、登记帐簿，交敬事房暂存，以备呈览。

## 軼事
嘉慶十年，堂郎中佛鐘等員一時疏忽，沒有注意到月折內的「如嬪」錯寫成「茹嬪」，因而被照例察議。

## 家族
- 七世祖：額亦都。
- 六世祖：圖爾格，生母武功郡王禮敦巴圖魯之女，娶覺羅氏。
- 五世祖：科普索，官至護軍統領。
- 高祖父：奢特琿，襲輕車都尉，官至頭等侍衛兼侍衛什長，娶正藍旗滿洲納喇氏，內大臣費揚古之女。
- 曾祖父：博色，襲騎都尉及佐領，官至頭等侍衛擢侍衛領班，娶正黃旗滿洲赫舍里氏，禮部尚書帥顏保之女（即康熙帝孝誠仁皇后、平妃之堂姑）。
- 祖父：達祿，官至印務章京，娶正白旗滿洲必祿氏，守備布爾泰之女。
- 父：善慶，以步軍統領衙門筆帖式，授本衙門主事，嘉慶三年去世。嫡妻鑲黃旗滿洲富察氏，知府官登之女（即同治帝淑慎皇貴妃之曾祖姑），生於乾隆二十三年六月二十三日，卒於乾隆四十六年八月十九日；繼妻、生母楊氏，內務府正黃旗汉军、兵部侍郎虔禮保之女（属光緒十五年（1889年）己丑科进士楊鍾羲家族）。
- 兄弟：哥哥長廉、弟弟長文、長喜（亦常喜，见故傳011408長喜事蹟清冊和台湾故宫其他奏折，同族孝和睿皇后弟弟吉伦泰佐领下人，生于乾隆54年，卒于道光22年第一次鸦片战争浙江乍浦副都统任上。在乍浦之战中抵御英军殉国，其道光颁发给长喜父母善庆和富察氏、长喜本身和妻多罗格氏即肅恭親王永錫之女多罗格格的两轴诰命圣旨被英军抢走）、長林。
- 妹：二妹，生於乾隆五十八年，肅恭親王永錫之第四子副都統敬徵之繼妻[4]；三妹，生於嘉慶二年，知州覺羅福善第六子景慶之嫡妻[5]。
- 侄子侄女：刑部山东司员外郎全昌（道光二十四年至三十年任）、粘杆处蓝翎侍卫升三等侍卫全绶（即恭顺皇贵妃弟弟长喜之长子次子，见故傳011408長喜事蹟清冊、長喜經歷頁等，前任副都统长喜，鈕祜祿氏，是京城满洲镶黄旗孝和睿皇后弟弟吉伦泰佐领下人）。长喜之女鈕祜祿氏，嫁怡親王奕勳三子，載垣之弟載坪（见《爱新觉罗宗谱》載坪词条记作：載坪，嫡妻鈕祜祿氏，前锋统领常喜之女。台湾故宫文献显示长喜自己的奏折亦写成常喜，前锋统领和副都统皆正二品，经常互为调任。）

## 影视作品
- 電視劇

| 年份 | 劇名       | 演員   | 剧中姓名    | 劇中稱謂 |
| 2004 | 金枝慾孽   | 鄧萃雯 | 钮祜禄·如玥 | 如妃     |
| 2013 | 金枝慾孽貳 | 鄧萃雯 | 钮祜禄·如玥 | 如妃     |
| 2018 | 天命       | 何艷娟 | 钮祜禄氏    | 如嬪     |

## 延伸阅读
[在维基数据编辑]
 《清史稿/卷214》，出自趙爾巽《清史稿》